# 2025年のテレビ番組一覧 (日本)
- 2025年のテレビ (日本) > 2025年のテレビ番組一覧 (日本)

2025年のテレビ番組一覧（2025ねんのテレビばんぐみいちらん）では、2025年に日本国内で放送開始、もしくは終了した、または今後開始する予定のテレビ番組をまとめる。

## 報道・情報番組

### 終了番組（報道・情報番組）
3月
- 28日 - めざまし8（フジテレビ）[1]
- 29日
  - ズームイン!!サタデー（日本テレビ）[2][3]
  - ウェークアップ（読売テレビ）[2][4]
- 30日 - ひるまえ ほっと（NHK総合（関東・甲信越地方））[5]

### 開始番組（報道・情報番組）
1月
- 6日
  - ぎゅっと（九州朝日放送）[6]
  - 石川さんパレット（石川テレビ）[7]

3月
- 31日
  - サン!シャイン（フジテレビ）[1]
  - NewsX（CBCテレビ）

4月
- 5日
  - 週刊情報チャージ! チルシル（NHK総合）[5]
  - シューイチ土曜版（日本テレビ）[2][8]
  - サタデーLIVE ニュース ジグザグ（読売テレビ）[9]
  - ワイド!スクランブル サタデー（テレビ朝日）[10]

### 放送枠変更（報道・情報番組）
3月
- 31日 - めざましテレビ（フジテレビ）※月 - 金曜 5:25 - 8:00→月 - 金曜 5:25 - 8:14（14分拡大）[11]

4月
- 1日 - FNN Live News α（フジテレビ）※月 - 木曜 23:40 - 翌 0:25→月 - 木曜 23:30 - 翌0:15（10分繰り上げ）[11]
- 5日（4日深夜） - FNN Live News α金曜版（フジテレビ）※土曜（金曜深夜） 0:10 - 0:55→土曜（金曜深夜） 0:00 - 0:45（10分繰り上げ）[11]
- 6日 - Mr.サンデー（フジテレビ・関西テレビ）※日曜 22:00 - 23:15→日曜 20:54 - 23:09（1時間6分繰り上げ、60分拡大）[12][13][14]

### タイトル変更（報道・情報番組）
- 6月30日 - TOKIO城島 らくらく茂　→ らくらく茂（朝日放送テレビ）※グループが解散したことに伴う変更[15]

## 教養・ドキュメンタリー番組

### 終了番組（教養・ドキュメンタリー番組）
1月
- 21日 - 地球との約束〜心に刻む景色〜（フジテレビ）[注 1][16]

3月
- 11日 - テレどーも!（NHK Eテレ）
- 13日 - サラメシ（NHK総合）[17][18]
- 20日 - キソ英語を学んでみたら世界とつながった。（NHK Eテレ）
- 21日 - あしたも晴れ!人生レシピ（NHK Eテレ）
- 23日 - 財前直見の暮らし彩彩（NHK Eテレ）[19]
- 29日 - サスティな!〜こんなとこにもSDGs〜（フジテレビ）[20]

### 開始番組（教養・ドキュメンタリー番組）
3月
- 31日 - The Wakey Show〜ザ・ウェイキー・ショウ〜（NHK Eテレ）[21]

4月
- 3日 - toi-toi（NHK Eテレ）[5][22]
- 4日
  - おとな時間研究所（NHK Eテレ）
  - 名称たちの勝負メシ（NHK Eテレ）[14]
  - 超越ハピネス（NHK Eテレ）[14]
- 5日 - わたしの日々が、言葉になるまで。（NHK Eテレ）※レギュラー化[23][14]

7月
- 12日 - 知的探求フロンティア タモリ・山中伸弥の!?（NHK総合）※隔月放送[24]

8月
- 23日（予定） - ガルバト -GIRLS BATTLE AUDITION-（日本テレビ）[25]

### 再開番組（教養・ドキュメンタリー番組）
4月
- 3日 - 世界入りにくい居酒屋（NHK BS）※7年ぶりにレギュラー放送復活[26]
- 5日 - ブラタモリ（NHK総合）[27][28][29]

### 放送枠変更（教養・ドキュメンタリー番組）
4月　
- 5日
  - （4日深夜）バース・デイ（TBS）※日曜（土曜深夜） 0:28 - 0:58→土曜（金曜深夜）1:23 - 1:53[30]
  - 新プロジェクトX〜挑戦者たち〜（NHK総合）※土曜 19:30 - 20:15→土曜 20:00 - 20:50（30分繰り下げ、5分拡大）[5][28]

### 移籍番組（教養・ドキュメンタリー番組）
4月
- 5日（4日深夜） - 東京パソコンクラブ（BSテレ東・BSテレ東 4K → テレビ東京）[31][32] ※サブタイトルを「～プログラミング女子のゼロからゲーム作り～」から「 〜女子だけのゲーム秘密組織〜」に変更[33]。

## スポーツ番組

### 終了番組（スポーツ番組）
- 1月21日 - MLB SHOW-TIME（フジテレビ）[注 2][34]
- 1月31日 - ファイト!川崎フロンターレ（テレビ神奈川）[35]
- 3月30日
  - ゴルフ 天下!たい平（BSテレ東・BSテレ東 4K）[36]
  - うまカルテット（フジテレビ）[37]
- 6月28日 - ゴルフシンデレラ（BS松竹東急）[38]

### 開始番組（スポーツ番組）
- 1月5日（4日深夜） -  うまレボ!（フジテレビ）[39][40]
- 2月13日（12日深夜） - 水曜はJ!（関西テレビ）[41]
- 4月5日 - オラキオスポーツ（サガテレビ）※レギュラー化[42]
- 4月6日
  - RACING LABO SUPER GT+KYOJO（5日深夜、テレビ東京）[43]
  - 孝太郎の爽快ゴルフバトル!（BSテレ東・BSテレ東 4K）[44]
- 4月12日 - 岡田圭右 ゴルフのノビシロ〜（BSテレ東・BSテレ東 4K）[45][46]
- 5月4日 - プロ野球ニュース 月間好プレー（BSフジ・BSフジ 4K）[47]

### 放送枠変更（スポーツ番組）
- 4月6日
  - 武井壮のゴルフバッグ担いでください（テレビ大阪）※日曜 9:30 - 10:00→日曜 10:00 - 10:30（30分繰り下げ）[48]
  - すぽると!日曜版（フジテレビ）※日曜 23:15 - 翌 0:30→日曜 23:45 - 翌 0:55（30分繰り下げ、5分短縮）[11]

### タイトル変更（スポーツ番組）
- 4月6日 - ミライ☆モンスター → ミラモンGOLD（フジテレビ）[49]

## バラエティ番組

### 終了番組（バラエティ番組）

#### 2月終了（バラエティ番組）
- 9日 - ナスD大冒険TV（テレビ朝日）[50]
- 27日 - STU48 イ申テレビ（ファミリー劇場）[51]

#### 3月終了（バラエティ番組）
- 2日 - 千鳥のクセスゴ!（フジテレビ）[52]
- 6日・13日[注 3] - バリバラ〜障害者情報バラエティー〜（NHK Eテレ）[53][54]
- 11日
  - 超・乃木坂スター誕生!（10日深夜、日本テレビ）[55]
  - テレどーも!（NHK Eテレ）
  - ワルイコあつまれ（NHK総合）[56][57]
- 18日 - 証言者バラエティ アンタウォッチマン!（テレビ朝日）[58]
- 20日
  - こどもディレクター（19日深夜、中京テレビ）[59][60]
  - AKB48 ネ申テレビ[注 4]（ファミリー劇場）[51]
- 22日
  - 叫叫男子〜金曜深夜のホラーゲーム〜（21日深夜、テレビ朝日）
  - オールナイトフジコ（21日深夜、フジテレビ）[61][62]
  - 阿佐ヶ谷アパートメント（NHK Eテレ）[63]
  - 今田耕司のネタバレMTG（読売テレビ）[9]
- 25日（24日深夜） - ダウ★ツーマン（テレビ朝日）
- 26日
  - A LABBO（25日深夜、テレビ朝日）
  - 新しい学校のリーダーズの課外授業（25日深夜、テレビ朝日）
  - 世界頂グルメ（日本テレビ）[64][65]
- 27日
  - マユリカとおねだりフルーツジッパー（26日深夜、テレビ朝日）
  - わらたまドッカ〜ン（NHK Eテレ）[66]
- 28日（27日深夜） - 集まれ!キャラクター麻雀（テレビ朝日）
- 29日
  - あさパラS（読売テレビ）[67]
  - あっぱれ!KANAGAWA大行進（テレビ神奈川）[68]
- 30日
  - 超無敵クラス（日本テレビ）[59]
  - 行列のできる相談所（日本テレビ）[69][70]
  - ワイドナショー（フジテレビ）[71][72]
  - 日曜はカラフル2 天使篇（TOKYO MX1）[73]
- 31日（30日深夜）
  - チョコプランナー（テレビ朝日）[74][75]
  - ハチミツ!!（フジテレビ）[76]

#### 6月終了（バラエティ番組）
- 25日（24日深夜） - 坂道の向こうには青空が広がっていた。（フジテレビ）[77]
- 26日 - ダウンタウンDX（読売テレビ）[78]

#### 9月終了（バラエティ番組）
- 月内予定
  - 家事ヤロウ!!!（テレビ朝日）[79]
  - 楽しく学ぶ!世界動画ニュース（テレビ朝日）[80]
  - カズレーザーと学ぶ(日本テレビ)

### 開始番組（バラエティ番組）

#### 1月開始（バラエティ番組）
- 23日 - Travis Japanのバラエティだぜ!!（22日深夜、中京テレビ）[81]

#### 3月開始（バラエティ番組）
- 31日
  - カンニング竹山の昼酒は人生の味。（BS-TBS・BS-TBS 4K）※レギュラー化[82]
  - ノーカットホテイソン シーズン2（南日本放送）[83]

#### 4月開始（バラエティ番組）
- 1日
  - MEGUMIママのいるBar（3月31日深夜、テレビ朝日）※レギュラー化[84]
  - 伊沢みなみかわのクイズに出ない世界（3月31日深夜、テレビ朝日）[84]
  - NHKでやらなそうなアレ（仮）（NHK総合）[56][14]
  - 野田クリの野望〜ゲーム天下統一への道〜（TOKYO MX1）[85]
- 2日
  - ジャイキリダイアン（1日深夜、テレビ朝日）[84]
  - 声優談子（1日深夜、テレビ朝日）[84]
  - 激突メシあがれ〜自作グルメ頂上決戦〜（NHK大阪放送局 / NHK総合）[86][14]
  - 人間研究所 〜かわいいホモサピ大集合!!〜（中京テレビ）※レギュラー化[59]
- 3日
  - ゴールデンドリーム（2日深夜、テレビ朝日）[84]
  - ひむバス!（NHK総合）※レギュラー化[18][87]
- 4日
  - FRUITS ZIPPERのNEW KAWAIIってしてよ?（3日深夜、テレビ朝日）[84]
  - 名称たちの勝負メシ（NHK Eテレ）※レギュラー化
  - 超越ハピネス（NHK Eテレ）※レギュラー化
  - ココホリケンケン（テレビ神奈川）[88]
- 5日
  - わたし界隈 オーダーメイド・ドキュメント（4日深夜、テレビ朝日）[84]
  - サクサクヒムヒム ☆推しの降る夜☆（日本テレビ）※レギュラー化[89][90]
- 6日
  - Golden SixTONES（日本テレビ）※レギュラー化[注 5][91][92]
  - 華丸丼と大吉麺（朝日放送テレビ）※レギュラー化[93]
  - キッズが見てる!もしもタレントじゃなかったら（TOKYO MX1）[94]
- 8日（7日深夜） - VS.超特急（日本テレビ）[95][96]
- 9日
  - のむシリカ presents ケンドーコバヤシのキャベリバ内閣（8日深夜、TOKYO MX1）[97]
  - ギャップ検証バラエティ ニノなのに（TBS）※レギュラー化[98][99]
- 12日 - 開局25周年記念番組 オードリー春日の知らない街で自腹せんべろ（BSテレ東・BSテレ東 4K）※レギュラー化[46]
- 14日 - JAPANをスーツケースにつめ込んで!〜世界に日本を持ってった〜（テレビ東京）※レギュラー化[46]
- 15日 - プラチナファミリー（テレビ朝日）※レギュラー化[100][101]
- 16日 - 世界を救う!ワンにゃフル物語（テレビ東京）※レギュラー化[46]
- 20日
  - THE オファー（19日深夜、TBS）[102]
  - かのサンド（フジテレビ）[103][104]
- 21日（20日深夜） - タイムレスマン（フジテレビ）[105]
- 25日 - 知識の扉よ開け! ドア×ドア クエスト（TBS）※レギュラー化[106][107]
- 27日（26日深夜）
  - 冠ザコシの冠冠大冠（静岡放送）※月1回レギュラー化[108]
  - ロバート秋山の楽しすぎる約30分（名古屋テレビ（メ〜テレ））※月1回放送[109]
- 29日（28日深夜） - 乃木坂スター誕生!SIX（日本テレビ）[110]

#### 5月開始（バラエティ番組）
- 4日（3日深夜） - タイトル未定のパキラっしゅ★（北海道放送）[111]
- 12日 - ニューかまー（TBS）※レギュラー化[注 6][112]

#### 6月開始（バラエティ番組）
- 13日 - 昨日のアレ観（千葉テレビ）[113]

#### 7月開始（バラエティ番組）
- 5日（4日深夜） - 齋藤飛鳥の今夜は飲んで帰ろう（日本テレビ）[114]
- 10日 - 見取り図の間取り図ミステリー（読売テレビ）※レギュラー化[注 7][116]
- 15日 - 秘密のストレス共有バラエティ め組の園（TBS）[注 8][117]

#### 10月開始（バラエティ番組）
- 月内予定
  - X秒後の新世界（日本テレビ）※レギュラー化[118]
  - 日本探求アカデミックバラエティ 火曜の良純孝太郎（テレビ朝日）※レギュラー化[79][119]
  - 相葉ヒロミのお困りですカー?（テレビ朝日）※レギュラー化[80]
  - ちょっとバカりハカってみた（テレビ東京）※レギュラー化[120]

### 再開番組（バラエティ番組）
- 4月12日 - さまぁ〜ず×さまぁ〜ず BS さまぁ〜ず Powered by 銀のマルシェ（BS朝日・BS朝日 4K）※4年半ぶりにBS波で復活[121]

### 期間限定番組（バラエティ番組）
（※1番組につき4回以上を基準）
- 1月6日 - 3月10日 天然素材NHKシーズン3（NHK総合）

### タイトル変更（バラエティ番組）
- 3月24日 - THE MC3 → タミ様のお告げ（TBS）[122][123]
- 4月6日（5日深夜） - ナイチン街レトロ → 夜明け前バラエティ トワライト（テレビ朝日）[124]
- 4月10日 - 有吉木曜バラエティ → 有吉の深掘り大調査（テレビ東京）[125]
- 4月19日 - EXITのアヤシイTV アチ〜の見つけました! → EXITのハッケン北海道!（テレビ北海道）[126]

### 放送枠変更（バラエティ番組）

#### 3月
- 31日
  - おとうさんといっしょ（NHK Eテレ）※月曜 16:10 - 16:39→月曜 16:30 - 16:59（19分繰り下げ）
  - くりぃむナンタラ（テレビ朝日）※水曜 23:45 - 翌 0:15→月曜 23:45 - 翌 0:15（48時間繰り上げ）[127]

#### 4月
- 1日
  - みんなDEどーもくん!（NHK Eテレ）※火曜 16:10 - 16:39→火曜 16:30 - 16:59（19分繰り下げ）
  - キョコロヒー（テレビ朝日）※月曜 23:45 - 翌 0:15→火曜 23:45 - 翌 0:15（24時間繰り下げ）[128]
- 2日
  - 伊集院光&佐久間宣行の勝手にテレ東批評（1日深夜、テレビ東京）※土曜 11:03 - 11:30→水曜（火曜深夜） 1:30 - 2:00（3分拡大）[46][129]
  - ジンギス談!（北海道放送）※日曜 13:00 - 13:30→水曜 23:56 - 翌 0:29（3分拡大）[130]
- 5日
  - オハ!よ〜いどん（NHK Eテレ）※月 - 水曜 7:20 - 7:30→土曜 7:00 - 7:29（19分拡大、週1回に短縮）
  - ゴー!ゴー!キッチン戦隊クックルン（NHK Eテレ）※月 - 水曜 7:00 - 7:10→土曜 9:35 - 9:59（14分拡大、週1回に短縮）
  - THE 世代感（テレビ朝日）※土曜 22:00 - 22:54→土曜 22:00 - 22:30（24分短縮）[100][14]
  - 出川一茂ホラン☆フシギの会（テレビ朝日）※火曜 19:00 - 19:54→土曜 22:30 - 23:00（24分短縮）[100][14]
  - 土曜はナニする!?（関西テレビ）※土曜 8:30 - 9:55→土曜 8:30 - 10:25（30分拡大）[注 9][20]
- 6日
  - すっかり にちようチャップリン（5日深夜、テレビ東京）※日曜（土曜深夜） 0:00 - 0:25→日曜（土曜深夜） 0:25 - 0:55（番組題名を『ぴったり にちようチャップリン』から改題、25分繰り下げ、5分拡大）[46][131]
  - あなたの代わりに見てきます!リア突WEST.（5日深夜、朝日放送テレビ）※日曜 13:25 - 13:55→日曜（土曜深夜） 1:00 - 1:30（12時間25分繰り上げ、関西ローカルに降格）[132][133]
  - 有吉のお金発見 突撃!カネオくん（NHK総合）※土曜 20:15 - 20:50→日曜 18:05 - 18:43（3分拡大）[5][14]
  - メシドラ〜兼近&真之介のグルメドライブ〜（日本テレビ）※土曜 11:55 - 13:30→日曜 12:45 - 14:00（24時間50分繰り下げ、20分短縮）[59][134]
  - ポケモンとどこいく!?（テレビ東京）※日曜 8:00 - 8:30→日曜 7:30 - 8:30（30分繰り上げ、30分拡大）[135]
- 7日（6日深夜） - 見取り図じゃん（テレビ朝日）※火曜（月曜深夜） 1:56 - 2:15→月曜（日曜深夜） 0:10 - 0:40（「バラバラ大作戦」枠から昇格、11分拡大）[74][75]
- 11日（10日深夜） - 何か“オモシロいコト”ないの?（フジテレビ）※月曜 23:00 - 23:40→金曜（木曜深夜） 0:15 - 0:45（10分短縮、関東ローカルに降格）[136]
- 12日 - 1億人の大質問!?笑ってコラえて!（日本テレビ）※水曜 19:54 - 21:00→土曜 19:56 - 20:54（8分短縮）[137][138]
- 13日 - 千鳥の鬼レンチャン（フジテレビ）※日曜 20:00 - 21:00→日曜 19:00 - 20:54（1時間繰り上げ、54分拡大）[139][140]
- 23日 - 千鳥かまいたちゴールデンアワー（日本テレビ）※土曜 23:30 - 23:55→水曜 20:00 - 21:00（番組題名を『千鳥かまいたちアワー』から改題、ゴールデンタイム昇格、35分拡大）[141][142][143]

#### 7月
- 9日（8日深夜） - タイムレスマン（フジテレビ）※日曜（月曜深夜） 1:25 - 1:55→水曜（火曜深夜） 0:15 - 0:45[144]
- 10日（9日深夜） - いたジャン!（フジテレビ）※水曜（火曜深夜） 0:25 - 1:25→木曜（水曜深夜） 0:15 - 0:45（30分短縮）[145]

### 移籍番組（バラエティ番組）
- 4月13日 - はやく起きた朝は…（フジテレビ → フジテレビTWO ドラマ・アニメ）※月1回放送に変更[146]

## 音楽番組

### 終了番組（音楽番組）
- 4月1日（3月31日深夜） - 音楽のある風景（燈音舎）[注 10][148]

### 開始番組（音楽番組）
- 4月5日 - ザ・グレイテスト・ヒッツ（NHK総合）[149]
- 5月24日 - 小籔&ゴマキのうたばなし（BS-TBS・BS-TBS 4K）※月1回、第4土曜日に放送[150]
- 7月30日（29日深夜） - バリバリ!バンドやろうぜ!!（日本テレビ）[151]

### 再開番組（音楽番組）
- 4月23日 - 70号室の住人（TOKYO MX1）※番組題名を『69号室の住人』から改題、1年ぶりに復活[94][152]

### 放送枠変更（音楽番組）
- 4月5日 - with MUSIC（日本テレビ）※土曜 19:56 - 20:54 → 土曜 22:00 - 22:54（2時間4分繰り下げ、4分短縮）[137][14]